# Euxoa cos
Euxoa cos är en fjärilsart som beskrevs av Jacob Hübner 1827. Euxoa cos ingår i släktet Euxoa och familjen nattflyn. Inga underarter finns listade i Catalogue of Life.

## Bildgalleri

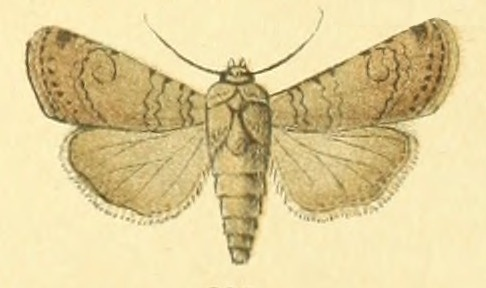